# Suíça nos Jogos Olímpicos de Verão de 2020
A Suíça competiu nos Jogos Olímpicos de Verão de 2020 em Tóquio. Originalmente programados para ocorrerem de 24 de julho a 9 de agosto de 2020, os Jogos foram adiados para 23 de julho a 8 de agosto de 2021, por causa da pandemia de COVID-19. Atletas suíços participaram de todas as edições dos Jogos Olímpicos de Verão na era moderna, exceto pelo boicote parcial aos Jogos Olímpicos de Verão de 1956, devido à invasão da Hungria pela União Soviética.

## Competidores
Abaixo está a lista do número de competidores nos Jogos.
| Esporte            | Masculino | Feminino | Total |
| ------------------ | --------- | -------- | ----- |
| Atletismo          | 5         | 11       | 16    |
| Badminton          | 0         | 1        | 1     |
| Canoagem           | 2         | 1        | 3     |
| Caratê             | 0         | 1        | 1     |
| Ciclismo           | 16        | 6        | 22    |
| Escalada esportiva | 0         | 1        | 1     |
| Esgrima            | 3         | 0        | 3     |
| Ginástica          | 4         | 1        | 5     |
| Golfe              | 0         | 2        | 2     |
| Hipismo            | 5         | 2        | 7     |
| Judô               | 1         | 1        | 2     |
| Lutas              | 1         | 0        | 1     |
| Natação            | 9         | 4        | 13    |
| Remo               | 6         | 3        | 9     |
| Saltos ornamentais | 0         | 1        | 1     |
| Tênis              | 1         | 2        | 3     |
| Tênis de mesa      | 0         | 1        | 1     |
| Tiro               | 0         | 2        | 2     |
| Triatlo            | 2         | 2        | 4     |
| Vela               | 3         | 3        | 6     |
| Voleibol           | 2         | 4        | 6     |
| Total              | 60        | 49       | 109   |

## Atletismo
Os seguintes atletas suíços conquistaram marcas de qualificação, pela marca direta ou pelo ranking mundial, nos seguintes eventos de pista e campo (até o máximo de três atletas em cada evento):
- Nota– As posições para os eventos de pista são em relação à bateria do atleta
- Q = Qualificado para a próxima fase
- q = Qualificado para a próxima fase como o perdedor mais rápido ou, em eventos de campo, pela posição sem atingir o alvo para qualificação
- NR = Recorde nacional
- N/A = Fase não aplicável para o evento
- Bye = Atleta não precisou disputar aquela fase

Eventos de pista e estrada
Masculino
| Atleta          | Evento              | Eliminatórias | Eliminatórias | Semifinal | Semifinal | Final     | Final   |
| Atleta          | Evento              | Resultado     | Posição       | Resultado | Posição   | Resultado | Posição |
| --------------- | ------------------- | ------------- | ------------- | --------- | --------- | --------- | ------- |
| Alex Wilson     | 200 m               |               |               |           |           |           |         |
| Julien Wanders  | 10000 m             |               |               | —         | —         |           |         |
| Kariem Hussein  | 400 m com barreiras |               |               |           |           |           |         |
| Tadesse Abraham | Maratona            | —             | —             | —         | —         |           |         |

Feminino
| Atleta            | Evento              | Eliminatórias | Eliminatórias | Semifinal | Semifinal | Final     | Final   |
| Atleta            | Evento              | Resultado     | Posição       | Resultado | Posição   | Resultado | Posição |
| ----------------- | ------------------- | ------------- | ------------- | --------- | --------- | --------- | ------- |
| Ajla Del Ponte    | 100 m               |               |               |           |           |           |         |
| Mujinga Kambundji | 100 m               |               |               |           |           |           |         |
| Salomé Kora       | 100 m               |               |               |           |           |           |         |
| Mujinga Kambundji | 200 m               |               |               |           |           |           |         |
| Léa Sprunger      | 400 m com barreiras |               |               |           |           |           |         |
|                   | Revezamento 4x100 m |               |               | —         | —         |           |         |
|                   | Revezamento 4x400 m |               |               | —         | —         |           |         |
| Fabienne Schlumpf | Maratona            | —             | —             | —         | —         |           |         |
| Martina Strähl    | Maratona            | —             | —             | —         | —         |           |         |

Eventos de campo
| Atleta         | Evento                      | Qualificação | Qualificação | Final     | Final   |
| Atleta         | Evento                      | Distância    | Posição      | Distância | Posição |
| -------------- | --------------------------- | ------------ | ------------ | --------- | ------- |
| Loïc Gasch     | Salto em altura masculino   |              |              |           |         |
| Salome Lang    | Salto em distância feminino |              |              |           |         |
| Salome Lang    | Salto em altura feminino    |              |              |           |         |
| Angelica Moser | Salto com vara feminino     |              |              |           |         |

## Badminton
A Suíça inscreveu uma jogadora para o torneio olímpico do badminton, baseado no Ranking da Corrida para Tóquio da BWF. Sabrina Jaquet competirá em sua terceira edição seguida.
| Atleta         | Evento           | Fase de Grupos       | Fase de Grupos       | Fase de Grupos       | Fase de Grupos | Eliminação           | Quartas              | Semifinal            | Final                |
| Atleta         | Evento           | Adversário resultado | Adversário resultado | Adversário resultado | Pos.           | Adversário resultado | Adversário resultado | Adversário resultado | Adversário resultado |
| -------------- | ---------------- | -------------------- | -------------------- | -------------------- | -------------- | -------------------- | -------------------- | -------------------- | -------------------- |
| Sabrina Jaquet | Simples feminino | TPE Tai T-y ( , )    | VIE Nguyễn ( , )     | FRA Qi Xf ( , )      |                |                      |                      |                      |                      |

## Canoagem

### Slalom
Canoístas suíços qualificaram um barco para cada uma das seguintes classes no Campeonato Mundial de Canoagem Slalom de 2019 em La Seu d'Urgell, Espanha, e no Campeonato Europeu de canoagem Slalom de 2021 em Ivrea, Itália. The slalom canoeists were named to the Swiss team on November 11, 2019.
| Atleta          | Evento        | Fase Preliminar | Fase Preliminar | Fase Preliminar | Fase Preliminar | Fase Preliminar | Fase Preliminar | Semifinal | Semifinal | Final | Final   |
| Atleta          | Evento        | Descida 1       | Posição         | Descida 2       | Posição         | Melhor          | Posição         | Tempo     | Posição   | Tempo | Posição |
| --------------- | ------------- | --------------- | --------------- | --------------- | --------------- | --------------- | --------------- | --------- | --------- | ----- | ------- |
| Thomas Koechlin | C-1 masculino |                 |                 |                 |                 |                 |                 |           |           |       |         |
| Martin Dougoud  | K-1 masculino |                 |                 |                 |                 |                 |                 |           |           |       |         |
|                 | K-1 feminino  |                 |                 |                 |                 |                 |                 |           |           |       |         |

## Caratê
A Suíça inscreveu uma carateca para o torneio olímpico inaugural. Elena Quirici qualificou diretamente para a categoria +61 kg feminino do kumite, após ficar entre as três melhores do Torneio Mundial de Qualificação Olímpica de 2021 em Paris, França.
Kumite
| Atleta        | Evento          | Fase de grupo        | Fase de grupo        | Fase de grupo        | Fase de grupo        | Fase de grupo | Semifinais           | Final                | Final   |
| Atleta        | Evento          | Adversário Resultado | Adversário Resultado | Adversário Resultado | Adversário Resultado | Posição       | Adversário Resultado | Adversário Resultado | Posição |
| ------------- | --------------- | -------------------- | -------------------- | -------------------- | -------------------- | ------------- | -------------------- | -------------------- | ------- |
| Elena Quirici | +61 kg feminino |                      |                      |                      |                      |               |                      |                      |         |

## Ciclismo

### Estrada
A Suíça inscreveu uma equipe de cinco atletas (quatro homens e uma mulher) para competir em suas respectivas provas da corrida em estrada, em virtude de sua posição entre as 50 melhores nações (masculino) e entre as 22 melhores nações (feminino) no Ranking Mundial da UCI.
| Atleta                             | Evento                       | Tempo | Posição |
| ---------------------------------- | ---------------------------- | ----- | ------- |
|                                    | Corrida em estrada masculina |       |         |
| Estrada contra o relógio masculino |                              |       |         |
|                                    | Corrida em estrada masculina |       |         |
| Estrada contra o relógio masculino |                              |       |         |
|                                    | Corrida em estrada masculina |       |         |
|                                    |                              |       |         |
|                                    | Corrida em estrada feminina  |       |         |
| Estrada contra o relógio feminino  |                              |       |         |

### Pista
Após o término do Campeonato Mundial de Ciclismo de Pista de 2020, ciclistas suíços acumularam vagas na perseguição por equipes masculino, no omnium e no madison, baseado nos resultados da nação no Ranking Mundial da UCI. A Associação Olímpica Suíça anunciou a equipe para o ciclismo de pista em 12 de maio de 2021.
Perseguição
| Atleta                                                                                    | Evento                            | Qualificação | Qualificação | Semifinais            | Semifinais | Final                 | Final   |
| Atleta                                                                                    | Evento                            | Tempo        | Posição      | Adversário Resultados | Posição    | Adversário Resultados | Posição |
| ----------------------------------------------------------------------------------------- | --------------------------------- | ------------ | ------------ | --------------------- | ---------- | --------------------- | ------- |
| Stefan Bissegger Robin Froidevaux Mauro Schmid Valère Thiébaud Théry Schir Cyrille Thièry | Perseguição por equipes masculino |              |              |                       |            |                       |         |

Omnium
| Atleta | Evento           | Scratch | Scratch | Corrida por Tempo | Corrida por Tempo | Corrida de Eliminação | Corrida de Eliminação | Corrida por pontos | Corrida por pontos | Total | Posição |
| Atleta | Evento           | Posição | Pontos  | Posição           | Pontos            | Posição               | Pontos                | Posição            | Pontos             | Total | Posição |
| ------ | ---------------- | ------- | ------- | ----------------- | ----------------- | --------------------- | --------------------- | ------------------ | ------------------ | ----- | ------- |
|        | Omnium masculino |         |         |                   |                   |                       |                       |                    |                    |       |         |

Madison
| Atleta | Evento            | Pontos | Voltas | Posição |
| ------ | ----------------- | ------ | ------ | ------- |
|        | Madison masculino |        |        |         |

### Mountain bike
A Suíça qualificou seis ciclitas para o mountain bike, três por gênero, baseado no Ranking Olímpico de Mountain Bike da UCI.
| Atleta            | Evento                  | Tempo | Rank |
| ----------------- | ----------------------- | ----- | ---- |
| Filippo Colombo   | Cross-country masculino |       |      |
| Mathias Flückiger | Cross-country masculino |       |      |
| Nino Schurter     | Cross-country masculino |       |      |
| Sina Frei         | Cross-country feminino  |       |      |
| Linda Indergand   | Cross-country feminino  |       |      |
| Jolanda Neff      | Cross-country feminino  |       |      |

### BMX
Ciclistas suíços qualificaram para três vagas (dois homens e uma mulher) no BMX para as Olimpíadas, como resultado do Ranking de Qualificação Olímpica de BMX da UCI de 1 de junho de 2021.
Corrida
| Atleta | Evento            | Premilinares | Premilinares | Quartas | Quartas | Semifinal | Semifinal | Final | Final |
| Atleta | Evento            | Tempo        | Pos.         | Pontos  | Pos.    | Pontos    | Pos.      | Tempo | Pos.  |
| ------ | ----------------- | ------------ | ------------ | ------- | ------- | --------- | --------- | ----- | ----- |
|        | Corrida masculina |              |              |         |         |           |           |       |       |
|        |                   |              |              |         |         |           |           |       |       |
|        | Corrida feminina  |              |              |         |         |           |           |       |       |

Estilo livre feminino
| Atleta | Evento                | Preliminar | Preliminar | Final     | Final   |
| Atleta | Evento                | Resultado  | Posição    | Resultado | Posição |
| ------ | --------------------- | ---------- | ---------- | --------- | ------- |
|        | Estilo livre feminino |            |            |           |         |

## Escalada esportiva
A Suíça inscreveu uma escaladora para a estreia olímpica do esporte. Petra Klingler qualificou diretamente para o evento combinado, após chegar à final do Campeonato Mundial de Escalada Esportiva de 2019 em Hachioji, Japão.
| Atleta         | Evento   | Qualificação | Qualificação | Qualificação | Qualificação | Qualificação | Qualificação | Total  | Total   | Final      | Final      | Final       | Final       | Final   | Final   | Total  | Total   |
| Atleta         | Evento   | Velocidade   | Velocidade   | Dificuldade  | Dificuldade  | Boulder      | Boulder      | Total  | Total   | Velocidade | Velocidade | Dificuldade | Dificuldade | Boulder | Boulder | Total  | Total   |
| Atleta         | Evento   | Tempo        | Posição      | Pontos       | Posição      | Pontos       | Posição      | Pontos | Posição | Tempo      | Posição    | Pontos      | Posição     | Pontos  | Posição | Pontos | Posição |
| -------------- | -------- | ------------ | ------------ | ------------ | ------------ | ------------ | ------------ | ------ | ------- | ---------- | ---------- | ----------- | ----------- | ------- | ------- | ------ | ------- |
| Petra Klingler | Feminino |              |              |              |              |              |              |        |         |            |            |             |             |         |         |        |         |

## Esgrima
Esgrimistas suíços qualificaram uma equipe completa para a espada masculina nos Jogos após terminar entre as quatro melhores nações do Ranking Olímpico por Equipes da FIE. 
| Atleta | Evento                       | Fase de 64           | Fase de 32           | Oitavas de final     | Quartas de final     | Semifinais           | Final                | Final |
| Atleta | Evento                       | Adversário resultado | Adversário resultado | Adversário resultado | Adversário resultado | Adversário resultado | Adversário resultado | Pos.  |
| ------ | ---------------------------- | -------------------- | -------------------- | -------------------- | -------------------- | -------------------- | -------------------- | ----- |
|        | Espada individual masculino  |                      |                      |                      |                      |                      |                      |       |
|        |                              |                      |                      |                      |                      |                      |                      |       |
|        |                              |                      |                      |                      |                      |                      |                      |       |
|        | Espada por equipes masculino | —                    | —                    | —                    |                      |                      |                      |       |

## Ginástica

### Artística
A Suíça enviou uma equipe de cinco ginastas (quatro homens e uma mulher) para a competição olímpica. A equipe masculina garantiu uma das nove vagas restantes por equipes no Campeonato Mundial de Ginástica Artística de 2019 em Stuttgart, Alemanha, enquanto a medalhista de bronze do salto no Rio 2016 Giulia Steingruber conseguiu vaga para sua terceira edição olímpica, após ficar em segundo entre as 20 ginastas qualificadas no individual geral e por aparelhos no mesmo torneio. A equipe masculina foi anunciada em 24 de junho de 2021.
Masculino
Time
| Atleta            | Evento | Qualificação | Qualificação | Qualificação | Qualificação | Qualificação | Qualificação | Qualificação  | Qualificação  | Final    | Final    | Final    | Final    | Final    | Final    | Final         | Final         |
| Atleta            | Evento | Aparelho     | Aparelho     | Aparelho     | Aparelho     | Aparelho     | Aparelho     | Classificação | Classificação | Aparelho | Aparelho | Aparelho | Aparelho | Aparelho | Aparelho | Classificação | Classificação |
| Atleta            | Evento | So           | CA           | Ar           | SC           | BP           | BF           | Total         | Pos.          | So       | CA       | Ar       | SC       | BP       | BF       | Total         | Pos.          |
| ----------------- | ------ | ------------ | ------------ | ------------ | ------------ | ------------ | ------------ | ------------- | ------------- | -------- | -------- | -------- | -------- | -------- | -------- | ------------- | ------------- |
| Christian Baumann | Equipe |              |              |              |              |              |              |               |               |          |          |          |          |          |          | —             | —             |
| Pablo Brägger     | Equipe |              |              |              |              |              |              |               |               |          |          |          |          |          |          | —             | —             |
| Benjamin Gischard | Equipe |              |              |              |              |              |              |               |               |          |          |          |          |          |          | —             | —             |
| Eddy Yusof        | Equipe |              |              |              |              |              |              |               |               |          |          |          |          |          |          | —             | —             |
| Total             | Equipe |              |              |              |              |              |              |               |               |          |          |          |          |          |          |               |               |

Feminino
| Atleta             | Evento           | Qualificação | Qualificação | Qualificação | Qualificação | Qualificação  | Qualificação  | Final    | Final    | Final    | Final    | Final         | Final         |
| Atleta             | Evento           | Aparelho     | Aparelho     | Aparelho     | Aparelho     | Classificação | Classificação | Aparelho | Aparelho | Aparelho | Aparelho | Classificação | Classificação |
| Atleta             | Evento           | SC           | BA           | Tr           | So           | Total         | Pos.          | SC       | BA       | Tr       | So       | Total         | Pos.          |
| ------------------ | ---------------- | ------------ | ------------ | ------------ | ------------ | ------------- | ------------- | -------- | -------- | -------- | -------- | ------------- | ------------- |
| Giulia Steingruber | Individual geral |              |              |              |              |               |               |          |          |          |          |               |               |

## Golfe
A Suíça inscreveu duas golfistas para o torneio olímpico. Morgane Métraux qualificou, porém escolheu não participar. Kim Métraux recebeu uma vaga tardia.
| Atleta            | Evento   | Rodada 1  | Rodada 2  | Rodada 3  | Rodada 4  | Total     | Total | Total   |
| Atleta            | Evento   | Resultado | Resultado | Resultado | Resultado | Resultado | Par   | Posição |
| ----------------- | -------- | --------- | --------- | --------- | --------- | --------- | ----- | ------- |
| Kim Métraux       | Feminino |           |           |           |           |           |       |         |
| Albane Valenzuela | Feminino |           |           |           |           |           |       |         |

## Hipismo
Ginetes suíços enviaram uma equipe completa para a competição de Saltos após ficarem entre os seis primeiros nos Jogos Equestres Mundiais de 2018 em Tryon, Estados Unidos. Uma equipe de ginetes do CCE foi acrescentada à delegação após conquistar uma vaga direta como a nação de melhor posição, ainda não qualificada, no Ranking da Copa das Nações de CCE de 2019. Enquanto isso, um ginete do adestramento foi acrescentado à equipe suíça após ficar entre os dois melhores, fora das equipes, do Ranking Olímpico Individual da FEI para o Grupo B (Sudoeste da Europa).

### Adestramento
| Estelle Wettstein | West Side Story | Adestramento individual |  |  |  |  |  |  |

Legenda de Qualificação: Q = Qualificado à final; q = Qualificado à final como lucky loser

### CCE
A equipe de CCE da Suíça foi anunciada em 1 de julho de 2021. Eveline Bodenmüller e Violine de la Brasserie foram nomeados como reservas da equipe.
| Atleta                               | Cavalo            | Evento     | Adestramento | Adestramento | Cross-country | Cross-country | Cross-country | Salto        | Salto        | Salto        | Salto    | Salto | Salto | Total    | Total |
| Atleta                               | Cavalo            | Evento     | Adestramento | Adestramento | Cross-country | Cross-country | Cross-country | Qualificação | Qualificação | Qualificação | Final    | Final | Final | Total    | Total |
| Atleta                               | Cavalo            | Evento     | Pênaltis     | Pos.         | Pênaltis      | Total±        | Pos.          | Pênaltis     | Total        | Pos.         | Pênaltis | Total | Pos.  | Pênaltis | Pos.  |
| ------------------------------------ | ----------------- | ---------- | ------------ | ------------ | ------------- | ------------- | ------------- | ------------ | ------------ | ------------ | -------- | ----- | ----- | -------- | ----- |
| Robin Godel                          | Jet Set           | Individual |              |              |               |               |               |              |              |              |          |       |       |          |       |
| Mélody Johner                        | Toubleu de Rueire | Individual |              |              |               |               |               |              |              |              |          |       |       |          |       |
| Felix Vogg                           | Colero            | Individual |              |              |               |               |               |              |              |              |          |       |       |          |       |
| Robin Godel Mélody Johner Felix Vogg | Ver acima         | Equipes    |              |              |               |               |               |              |              |              | —        | —     | —     |          |       |

### Saltos
Bryan Balsiger e Twentytwo des Biches foram nomeados reservas da equipe.
| Atleta                                 | Cavalo           | Evento     | Qualificação | Qualificação | Final       | Final   | Total       | Total   |
| Atleta                                 | Cavalo           | Evento     | Penalidades  | Posição      | Penalidades | Posição | Penalidades | Posição |
| -------------------------------------- | ---------------- | ---------- | ------------ | ------------ | ----------- | ------- | ----------- | ------- |
| Martin Fuchs                           | Clooney          | Individual |              |              |             |         |             |         |
| Steve Guerdat                          | Venard de Cerisy | Individual |              |              |             |         |             |         |
| Beat Mändli                            | Dsarie           | Individual |              |              |             |         |             |         |
| Martin Fuchs Steve Guerdat Beat Mändli | Ver acima        | Equipes    |              |              |             |         |             |         |

## Judô
A Suíça inscreveu dois judocas (um por gênero) para o torneio olímpico baseado no Ranking Olímpico Individual da International Judo Federation.
Masculino
| Atleta     | Evento | Preliminares         | Fase de 32           | Fase de 16           | Quartas              | Semifinais           | Repescagem           | Bronze               | Final                | Final |
| Atleta     | Evento | Adversário resultado | Adversário resultado | Adversário resultado | Adversário resultado | Adversário resultado | Adversário resultado | Adversário resultado | Adversário resultado | Pos.  |
| ---------- | ------ | -------------------- | -------------------- | -------------------- | -------------------- | -------------------- | -------------------- | -------------------- | -------------------- | ----- |
| Nils Stump | -73 kg |                      |                      |                      |                      |                      |                      |                      |                      |       |

Feminino
| Atleta          | Evento | Preliminares         | Fase de 32           | Fase de 16           | Quartas              | Semifinais           | Repescagem           | Bronze               | Final                | Final |
| Atleta          | Evento | Adversário resultado | Adversário resultado | Adversário resultado | Adversário resultado | Adversário resultado | Adversário resultado | Adversário resultado | Adversário resultado | Pos.  |
| --------------- | ------ | -------------------- | -------------------- | -------------------- | -------------------- | -------------------- | -------------------- | -------------------- | -------------------- | ----- |
| Fabienne Kocher | -52 kg |                      |                      |                      |                      |                      |                      |                      |                      |       |

## Lutas
Pela primeira vez desde Londres 2012, a Suíça qualificou um lutador para a categoria livre até 86 kg masculino da competição olímpica, como resultado de sua posição entre os seis melhores no Campeonato Mundial de Lutas de 2019. 
Chave:
- VT (pontos de classificação: 5–0 ou 0–5) – Vitória por queda
- VB (pontos de classificação: 5–0 ou 0–5) – Vitória por lesão (VF por WO, VA por desistência ou desqualificação)
- PP (pontos de classificação: 3–1 ou 1–3) – Decisão por pontos – o perdedor com pontos técnicos.
- PO (pontos de classificação: 3–0 ou 0–3) – Decisão por pontos – o perdedor sem pontos técnicos.
- ST (pontos de classificação: 4–0 ou 0–4) – Grande superioridade – o perdedor sem pontos técnicos e uma margem de vitória de pelo menos 8 (Greco-Romana) ou 10 pontos (livre).
- SP (pontos de classificação: 4–1 ou 1–4) – Superioridade técnica – o perdedor com pontos técnicos e uma margem de vitória de pelo menos 8 (Greco-Romana) ou 10 pontos (livre).

Livre masculino
| Atleta           | Evento | Oitavas de final     | Quartas de final     | Semifinal            | Repescagem           | Final / BM           | Final / BM |
| Atleta           | Evento | Adversário Resultado | Adversário Resultado | Adversário Resultado | Adversário Resultado | Adversário Resultado | Posição    |
| ---------------- | ------ | -------------------- | -------------------- | -------------------- | -------------------- | -------------------- | ---------- |
| Stefan Reichmuth | −86 kg |                      |                      |                      |                      |                      |            |

## Natação
Nadadores suíços conquistaram marcas de qualificação para os seguintes eventos (até o máximo de 2 nadadores em cada evento com o Tempo de Qualificação Olímpica (OQT) e potencialmente 1 com o Tempo de Seleção Olímpica (OST)):
Masculino
| Atleta                              | Evento                    | Eliminatória | Eliminatória | Semifinal | Semifinal | Final | Final   |
| Atleta                              | Evento                    | Tempo        | Posição      | Tempo     | Posição   | Tempo | Posição |
| ----------------------------------- | ------------------------- | ------------ | ------------ | --------- | --------- | ----- | ------- |
| Jérémy Desplanches                  | 200 m medley              |              |              |           |           |       |         |
| Jérémy Desplanches                  | 400 m medley              |              |              | —         | —         |       |         |
| Antonio Djakovic                    | 200 m livre               |              |              |           |           |       |         |
| Antonio Djakovic                    | 400 m livre               |              |              | —         | —         |       |         |
| Roman Mityukov                      | 100 m livre               |              |              |           |           |       |         |
| Roman Mityukov                      | 200 m costas              |              |              |           |           |       |         |
| Noè Ponti                           | 100 m borboleta           |              |              |           |           |       |         |
| Noè Ponti                           | 200 m borboleta           |              |              |           |           |       |         |
| Antonio Djakovic Roman Mityukov     | Revezamento 4x100 m livre |              |              | —         | —         |       |         |
| Jérémy Desplanches Antonio Djakovic | Revezamento 4x200 m livre |              |              | —         | —         |       |         |

Feminino
| Atleta                    | Evento                     | Eliminatória | Eliminatória | Semifinal | Semifinal | Final | Final   |
| Atleta                    | Evento                     | Tempo        | Posição      | Tempo     | Posição   | Tempo | Posição |
| ------------------------- | -------------------------- | ------------ | ------------ | --------- | --------- | ----- | ------- |
| Lisa Mamie                | 100 m peito                |              |              |           |           |       |         |
| Lisa Mamie                | 200 m peito                |              |              |           |           |       |         |
| Maria Ugolkova            | 200 m medley               |              |              |           |           |       |         |
| Lisa Mamie Maria Ugolkova | Revezamento 4×100 m medley |              |              | —         | —         |       |         |

## Remo
A Suíça qualificou quatro barcos para competirem nas seguintes classes da regata olímpica, com a maioria das tripulações confirmando vagas para seus barcos no Campeonato Mundial de Remo de 2019 em Ottensheim, Áustria.
Masculino
| Atleta                                                | Evento      | Eliminatórias | Eliminatórias | Repescagem | Repescagem | Semifinais | Semifinais | Final | Final   |
| Atleta                                                | Evento      | Tempo         | Posição       | Tempo      | Posição    | Tempo      | Posição    | Tempo | Posição |
| ----------------------------------------------------- | ----------- | ------------- | ------------- | ---------- | ---------- | ---------- | ---------- | ----- | ------- |
| Roman Röösli Bernabe Delaze                           | Skiff duplo | 6:11.24       | 2 SA/B        | Bye        | Bye        |            |            |       |         |
| Paul Jaquot Markus Kessler Andrin Gulich Joel Schürch | Quatro sem  |               |               |            |            | —          | —          |       |         |

Feminino
| Atleta                       | Evento                    | Eliminatórias | Eliminatórias | Repescagem | Repescagem | Quartas de final | Quartas de final | Semifinais | Semifinais | Final | Final   |
| Atleta                       | Evento                    | Tempo         | Posição       | Tempo      | Posição    | Tempo            | Posição          | Tempo      | Posição    | Tempo | Posição |
| ---------------------------- | ------------------------- | ------------- | ------------- | ---------- | ---------- | ---------------- | ---------------- | ---------- | ---------- | ----- | ------- |
| Jeannine Gmelin              | Skiff simples             | 7:47.20       | 2 QF          | Bye        | Bye        |                  |                  |            |            |       |         |
| Frédérique Rol Patricia Merz | Skiff duplo leve feminino |               |               |            |            | —                | —                |            |            |       |         |

Legenda de Qualificação: FA=Final A (medalha); FB=Final B; FC=Final C; FD=Final D; FE=Final E ; FF=Final F; SA/B=Semifinais A/B; SC/D=Semifinais C/D; SE/F=Semifinais E/F; QF=Quartas-de-final; R=Repescagem

## Saltos ornamentais
A Suíça enviou uma saltadora aos Jogos, após terminar entre as 18 melhores no trampolim feminino na Copa do Mundo de Saltos Ornamentais de 2021 em Tóquio, Japão.
| Atleta            | Evento                 | Preliminar | Preliminar | Semifinais | Semifinais | Final  | Final   |
| Atleta            | Evento                 | Pontos     | Posição    | Pontos     | Posição    | Pontos | Posição |
| ----------------- | ---------------------- | ---------- | ---------- | ---------- | ---------- | ------ | ------- |
| Michelle Heimberg | Trampolim 3 m feminino |            |            |            |            |        |         |

## Tênis
Feminino
| Atleta                           | Evento  | Fase de 64             | Fase de 32             | Fase de 16             | Quartas                | Semifinais             | Final                  | Final   |
| Atleta                           | Evento  | Adversário e resultado | Adversário e resultado | Adversário e resultado | Adversário e resultado | Adversário e resultado | Adversário e resultado | Posição |
| -------------------------------- | ------- | ---------------------- | ---------------------- | ---------------------- | ---------------------- | ---------------------- | ---------------------- | ------- |
| Belinda Bencic                   | Simples |                        |                        |                        |                        |                        |                        |         |
| Viktorija Golubic                | Simples |                        |                        |                        |                        |                        |                        |         |
| Belinda Bencic Viktorija Golubic | Duplas  | —                      |                        |                        |                        |                        |                        |         |

## Tênis de mesa
Pela primeira vez desde Atlanta 1996, a Suíça inscreveu atletas para os eventos do tênis de mesa, baseado no Ranking Mundial de 1 de junho de 2021.
| Atleta       | Evento           | Preliminar           | Rodada 1             | Rodada 2             | Rodada 3             | Oitavas              | Quartas              | Semifinal            | Final                | Final |
| Atleta       | Evento           | Adversário resultado | Adversário resultado | Adversário resultado | Adversário resultado | Adversário resultado | Adversário resultado | Adversário resultado | Adversário resultado | Pos.  |
| ------------ | ---------------- | -------------------- | -------------------- | -------------------- | -------------------- | -------------------- | -------------------- | -------------------- | -------------------- | ----- |
| Rachel Moret | Simples feminino | Predefinição:Bye     | BRA Yamada           |                      |                      |                      |                      |                      |                      |       |

## Tiro
Atiradores suíços conquistaram vaga para o seguinte evento em virtude de sua melhor posição no Campeonato Mundial da ISSF de 2018, na Copa do Mundo da ISSF de 2019, no Campeonato Europeu ou nos Jogos Europeus e no Torneio de Qualificação Europeu contanto que tivessem obtido a marca de qualificação mínima (MQS) até 31 de maio de 2020.
| Atleta                | Evento                               | Qualificação | Qualificação | Final  | Final             |
| Atleta                | Evento                               | Pontos       | Posição      | Pontos | Posição           |
| --------------------- | ------------------------------------ | ------------ | ------------ | ------ | ----------------- |
| Nina Christen         | Carabina de ar 10 m feminino         | 628.5        | 7 Q          | 230.6  | Medalha de bronze |
| Nina Christen         | Carabina três posições 50 m feminino |              |              |        |                   |
| Heidi Diethelm Gerber | Pistola de ar 10 m feminino          |              |              |        |                   |
| Heidi Diethelm Gerber | Pistola 25 m feminino                |              |              |        |                   |

## Triatlo
A Suíça qualificou para os eventos do revezamento misto, após terminar em terceira no Evento de Qualificação Olímpica do Revezamento Misto de Triatlo de 2021 em 21 de maio de 2021, em Lisboa, Portugal.
Individual
| Atleta | Evento    | Natação (1.5 km) | Trans 1 | Ciclismo (40 km) | Trans 2 | Corrida (10 km) | Tempo | Posição |
| ------ | --------- | ---------------- | ------- | ---------------- | ------- | --------------- | ----- | ------- |
|        | Masculino |                  |         |                  |         |                 |       |         |
|        |           |                  |         |                  |         |                 |       |         |
|        | Feminino  |                  |         |                  |         |                 |       |         |
|        |           |                  |         |                  |         |                 |       |         |

Revezamento
| Atletas | Evento            | Tempo Total por Atleta (Natação 250 m, Ciclismo 7 km, Corrida 1.5 km) | Tempo Total por Equipe | Posição |
| ------- | ----------------- | --------------------------------------------------------------------- | ---------------------- | ------- |
|         | Revezamento misto |                                                                       |                        |         |

## Vela
Velejadores suíços qualificaram um barco em cada uma das seguintes classes através do Campeonato Mundial de Vela de 2018, dos Campeonatos Mundiais das Classes e das regatas continentais. Adicionalmente, eles receberam uma vaga não utilizada pela Oceania para enviar a tripulação da classe 470 feminina, baseado nos resultados do Campeonato Mundial de 2019. 
Em 2 de junho de 2020, a Swiss Sailing selecionou o windsurfista Rio 2016 Mateo Sanz Lanz, além de anunciar a equipe do 49er, com Lucien Cujean e Sébastien Schneiter, para competir na regata em Enoshima. A tripulação da classe 470 feminina, com Linda Fahrni e Maja Siegenthaler, foi oficialmente nomeada paraem 1 de abril de 2021, enquanto a velejadora da Laser Radial Maud Jayet completou a equipe um mês depois.
| Atleta                            | Evento                | Regata | Regata | Regata | Regata | Regata | Regata | Regata | Regata | Regata | Regata | Regata | Regata | Regata | Pontos | Posição |
| Atleta                            | Evento                | 1      | 2      | 3      | 4      | 5      | 6      | 7      | 8      | 9      | 10     | 11     | 12     | M*     | Pontos | Posição |
| --------------------------------- | --------------------- | ------ | ------ | ------ | ------ | ------ | ------ | ------ | ------ | ------ | ------ | ------ | ------ | ------ | ------ | ------- |
| Mateo Sanz Lanz                   | RS:X masculino        |        |        |        |        |        |        |        |        |        |        |        |        |        |        |         |
| Lucien Cujean Sébastien Schneiter | 49er                  |        |        |        |        |        |        |        |        |        |        |        |        |        |        |         |
| Maud Jayet                        | Laser Radial feminino |        |        |        |        |        |        |        |        |        |        | —      | —      |        |        |         |
| Linda Fahrni Maja Siegenthaler    | 470 feminino          |        |        |        |        |        |        |        |        |        |        | —      | —      |        |        |         |

M = Regata da medalha; EL = Eliminado – não avançou à regata da medalha

## Voleibol de praia
A Suíça qualificou duas duplas femininas para o torneio olímpico, como resultado do Ranking Olímpico de Voleibol de Praia de 13 de junho de 2021.
| Atleta                           | Fase de grupos         | Fase de grupos                                                           | Oitavas de final       | Quartas de final       | Semifinal              | Final                  | Resultado | Resultado |
| Atleta                           | Adversário e resultado | Pos.                                                                     | Adversário e resultado | Adversário e resultado | Adversário e resultado | Adversário e resultado | Resultado | Resultado |
| -------------------------------- | ---------------------- | ------------------------------------------------------------------------ | ---------------------- | ---------------------- | ---------------------- | ---------------------- | --------- | --------- |
| Adrian Heidrich Mirco Gerson     | Masculino              | Pool C QAT Cherif – Ahmed USA Gibb – Crabb ITA Carambula – Rossi         |                        |                        |                        |                        |           |           |
| Anouk Vergé-Dépré Joana Heidrich | Feminino               | Pool A GER Sude – Borger NED Stam – Schoon CAN Pavan – Humana-Paredes    |                        |                        |                        |                        |           |           |
| Tanja Hüberli Nina Betschart     | Feminino               | Pool F GER Kozuch – Ludwig CZE Hermannová – Sluková JPN Ishii – Murakami |                        |                        |                        |                        |           |           |